# 예오르요스 치타스
예오르요스 치타스(그리스어: Γεώργιος Τσίτας, 1872년 ~ 1940년대)는 그리스의 레슬링 선수이다. 아테네에서 열린 1896년 하계 올림픽에 참가하여 은메달을 획득하였다.

## 생애와 경력
오스만 제국의 스미르나 (현재의 튀르키예의 이즈미르)에서 태어났다. 치타스는 1986년 제1회 올림픽 레슬링에 참가하여 1라운드에서 부전승으로 준결승에 진출했다. 그는 준결승에서 같은 국적의 선수인 스테파노스 흐리스토풀로스를 던져서 결승에 진출했다. 결승에서 그는 독일의 카를 슈만과 맞붙었으나 경기는 약 40분만에 어두워져서 중단되었다. 치타스는 다음날 진행된 경기에서 오래버티지 못했으며 결국 패배하여 2위에 올랐다.